# Direction générale du Transport aérien
 (juillet 2021).
Si vous disposez d'ouvrages ou d'articles de référence ou si vous connaissez des sites web de qualité traitant du thème abordé ici, merci de compléter l'article en donnant les références utiles à sa vérifiabilité et en les liant à la section « Notes et références ».
La direction générale du Transport aérien (DGTA) (en néerlandais Directoraat-generaal Luchtvaart, DGLV) est une division du Service public fédéral Mobilité et Transports belge ayant notamment pour mission l'enquête lors d'accident aérien mais également l'émission de licences pour les pilotes belges.